# Pentaleno
El pentaleno es un hidrocarburo policíclico poliinsaturado constituido por dos anillos, condensados, de ciclopentadieno. 
Su fórmula química es C8H6. Tiene asignado una referencia CAS 250-25-9.  Es un antiaromático, debido a su 4n electrones pi.
- Datos: Q3554979
- Multimedia: Pentalene / Q3554979